# Fokko du Cloux
Fokko du Cloux (* 20. Dezember 1954 in Rheden, Niederlande; † 10. November 2006) war ein niederländischer Mathematiker, der sich mit rechnerischen Aspekten in der Darstellungstheorie von Lie-Gruppen befasste.

## Leben
Du Cloux besuchte ein französisches Lyzeum in Spanien und studierte an der École polytechnique mit dem Abschluss 1978. Er wurde 1980 bei Alain Guichardet an der Universität Paris XI promoviert (Sur les n-extensions des représentations induites des produits semi-directs) (mit dem Doctorat d´Etat im alten zweistufigen französischen Promotions-System 1984), war 1985 bis 1991 Chargé de Recherche des CNRS an der Ecole Polytechnique und forschte und lehrte danach an der Universität Lyon I, an der er ab 1991 Professor war.
Er entwickelte Programme zur Berechnung der Darstellungen von Liegruppen, zum Beispiel von Coxeter-Gruppen und Kazhdan-Lusztig-Polynomen (Programm Coxeter, in C++ programmiert). Außerdem war er ein Mitarbeiter am Atlas of Lie Groups and Representations zur Bestimmung der irreduziblen unitären Darstellungen reduzibler reeller Gruppen (Programm Atlas). Ein Höhepunkt ihrer Anstrengungen war die Bestimmung der Charaktere der exzeptionellen Liegruppe E8 (beteiligt waren unter anderem David Vogan, Marc van Leeuwen und Jeffrey Adams). 
Er starb an ALS, die bei ihm im November 2005 diagnostiziert wurde. Er war aber weiter im Atlas-Projekt aktiv bis zu seinem Tod.
1984 wurde er Mitglied der American Mathematical Society.